# Chorwacka Partia Postępowa
Chorwacka Partia Postępowa (serb.-chorw. Hrvatska napredna stranka) – partia polityczna w Austro-Węgrzech. Istniała w latach 1904–1910.
Została założona w 1904 roku przez studentów skupionych wokół Ivana Lorkovicia. W swoim programie nawiązywała do idei głoszonych przez Tomáša Masaryka oraz przykładała uwagę do respektowania postanowień ugody węgiersko-chorwackiej. W 1905 roku przystąpiła do Koalicji Chorwacko-Serbskiej. W 1910 roku połączyła się z partią Hrvatska stranka prava, tworząc nową partię Hrvatska samostalna stranka.